# 许绶泰
许绶泰（1916年6月—1994年11月10日），原名寿大，曾用名受达，笔名徐由、蔡西君，江苏吴县人，寄生虫学专家。
许绶泰先后毕业于國立中央大学农学院畜牧兽医系、菲律宾大学兽医学院。1948年回国后，曾任教于西北畜牧兽学院（任副教务长）、甘肃农业大学（任副校长）、上海农学院（任副院长）。他还曾担任过上海市农业科学院副院长，中国农业科学院上海家畜血吸虫病研究所所长、所长顾问，卫生部血吸虫病研究委员会副主任委员，农业部科技委员会委员，中国畜牧兽医学会理事，上海市畜牧兽医学会理事长等职。